# Cerro del Verdún

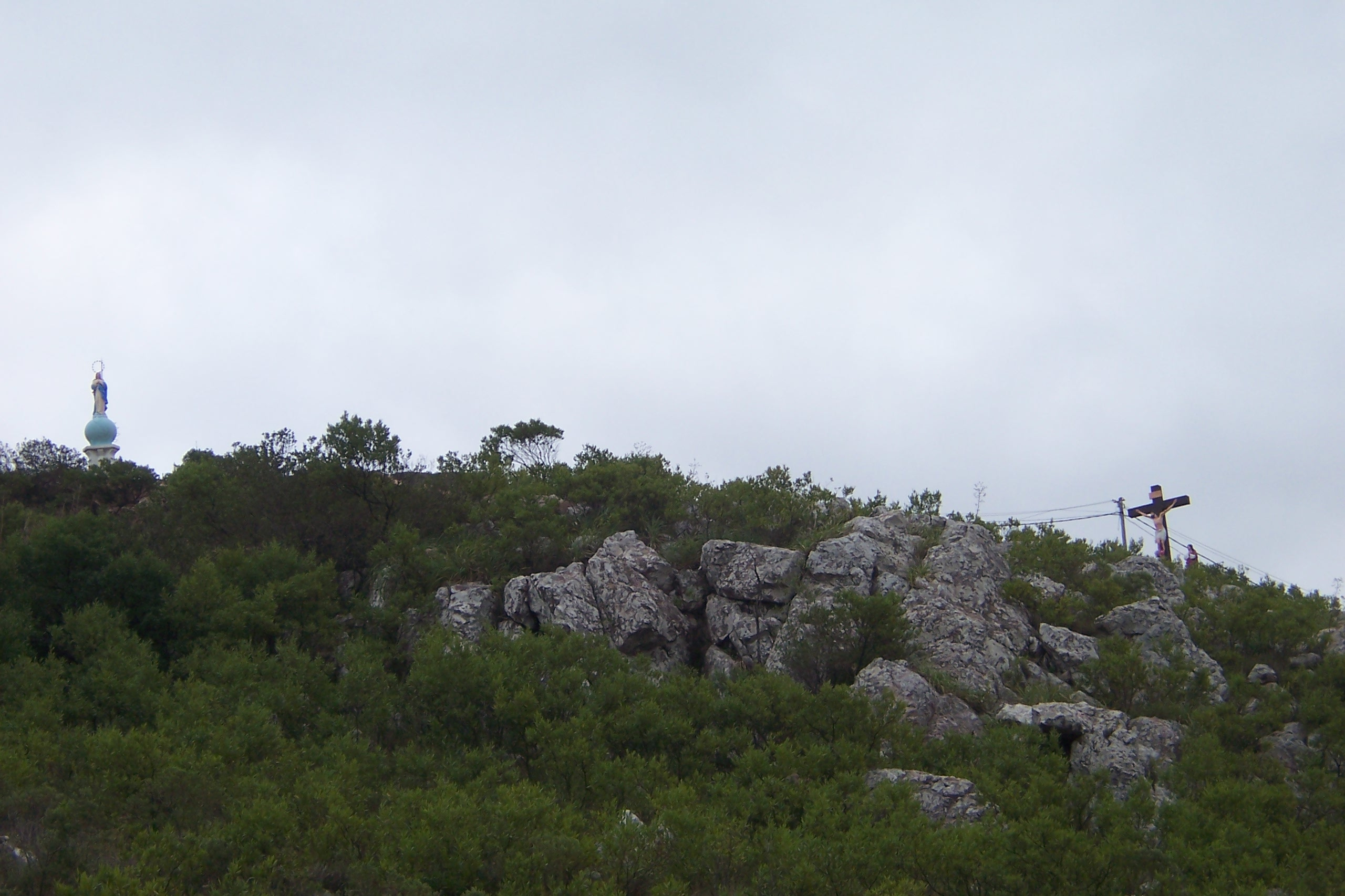
Cerro del Verdún

Der Cerro del Verdún ist ein Berg in Uruguay.
Der 325 m hohe Berg befindet sich auf dem Gebiet des Departamento Lavalleja in der Nähe der Stadt Minas. Am Gipfel befindet sich ein Marienheiligtum, das jährlich am 19. April Ziel einer populären Wallfahrt ist.